# 陽だまりのイレブン
『陽だまりのイレブン』（原題 Uma Aventura do Zico ズィッコの冒険）1998年のブラジル映画。日本未公開。DVDソフト化は日本国内でもされている。

## あらすじ
ジーコによって様々な層から選抜された少年フチボー（サッカー）チーム。その裏では遺伝子研究会社社長の息子が選抜から落ちた悔しさからジーコをコピーして、新たなジーコのチームを作ろうと企んでいた。しかし性別を詐称しジーコ選抜メンバーに選ばれた一人の女の子がジーコの異変に気づく。コピーマシン（？）によって厳格なジーコと陽気なジーコの「ジーコピー」に分裂したジーコが2チームを行き交って指揮する事になる。
フチボーを楽しむ子供や大人は、裕福、貧乏、人種、性差、等の関係無く平等であるというテーマに沿って物語が進む。

## キャスト
- ジーコ　本人役、本作主人公。
- フェリッペ・バヘット・アダオン フチボーを愛する少女だが、少年と偽ってジーコ選抜チームに選出される。
- ジョースナ・ブロシ

尚、サンドラ夫人と息子も出演。ミュージシャンの息子ブルーノの演奏シーンがある。

### 日本語吹き替え
- ジーコ：安原義人
- ルーラ：渕崎ゆり子
- フレデリコ：稲葉実
- ジュジチ：小宮和枝
- デメトリス：青山穣
- エジルソン：斎藤志郎
- マルカオン：花輪英司
- その他の声の吹き替え：永澤菜教／後藤哲夫／斉藤梨絵／中村千絵／石松千恵美／青山桐子／矢野裕子／加藤悦子／安齋龍太／柚木麻友子／鳥居彩香／山中真尋